# 枯堂夏子
枯堂 夏子（かれどう なつこ）は大阪府大阪市天王寺区出身の作詞家。ペンネームは「カレードーナツ」をもじって名付けられた。
声優ソング、アニメソングの他にも細川直美、藤谷美紀、少年隊、C.C.ガールズなどにも詞を提供している。

## 概要
1988年に笠原弘子の『ハードボイルドってなあに?』で作詞家デビュー。その後パイオニアLDC（現・NBCユニバーサル・エンターテイメントジャパン）を中心に活動。1997年にはラジオ番組『枯堂夏子のウラカタ天守閣』のパーソナリティを務めたが2回の放送で終了した。

## 代表曲

### アニメソング
- 神秘の世界エルハザード（OVA）

「BOYS BE FREE!」（ED）
- 神秘の世界エルハザード（TV）

「不器用じゃなきゃ恋はできない」（ED）
- からくり剣豪伝ムサシロード

「てなもんだ人生」（ED）
- 大魔法峠

「骨ある限り榮えあれ!」（ED）
- 天地無用! 魎皇鬼 第1期

「恋愛の才能」（ED）
- 天地無用! 魎皇鬼 第2期

「ぼくはもっとパイオニア」（OP）
「月のTRAGEDY」（ED）
- 天地無用!

「天地無用!」（OP）
「銀河で直立歩行」（ED）
- 新・天地無用!

「夢はどこへいった」（OP）
「やめられない やめられない」（ED）
- バトルアスリーテス大運動会

「胸を張ろう!」（ED）
- ベイビィ★LOVE

「ベイビィ★LOVE」（ED）
- 撲殺天使ドクロちゃん

「SURVIVE」（ED）
- 魔法少女プリティサミー

「ちゃんと夢を見ましょ!」（OP）
「ばか」（ED）
- 無敵看板娘

「無敵看板娘」（挿入歌）
- モルダイバー

「タイムリミット」（ED）
- 幽幻怪社

「THAT'S 幽幻怪社」（OP）
「真昼の都会」（ED）
- 楽勝!ハイパードール

「戦え!楽勝!ハイパードール」（OP）

### 声優ソング
- 飯塚雅弓

「アクセル」、「はつこい」
- 折笠愛

「鬼に乳房」
- 笠原弘子

「セラピストの寝言」
- 小桜エツ子

「わたしの彼はすし職人」
- 横山智佐

「再放送」

## ディスコグラフィ
- 漫謡集~枯堂夏子作品集~白
- 漫謡集~枯堂夏子作品集~黒
- 漫謡集~枯堂夏子作品集~抹茶

| スタブアイコン | サブスタブ | この項目は、まだ閲覧者の調べものの参照としては役立たない、音楽関係者（バンド等）に関連した書きかけの項目です。この項目を加筆・訂正などしてくださる協力者を求めています（P:音楽/PJ:芸能人）。 |